# ErzbergRodeo
L'ErzbergRodeo és una cursa motociclista de fora d'asfalt que es disputa durant el mes de maig o juny pels voltants del massís d'Erzberg, a la localitat d'Eisenerz (estat d'Estíria, Àustria). La prova es disputa anualment d'ençà de 1995 i és la més important d'Europa d'entre les de la seva mena. Des del 2018, la prova forma part del calendari del Campionat del Món de Hard Enduro, inicialment anomenat World Enduro Super Series (WESS).

## Característiques
L'esdeveniment compta amb participants de molts països diferents, superant els 40 d'ençà del 2008. La durada total de l'ErzbegRodeo és de quatre dies, dividits en les següents competicions:
- Dijous: 2-Zylinder-Königsklasse ("2 cilindres-Categoria Reina"), consistent en dues curses pel circuit de pròleg. La primera vegada que es disputà fou el 2005, amb uns 60 participants.
D'encà del 2008 en comptes d'aquesta categoria se celebra el Rodeo-X Endurocross i les motocicletes bicilíndriques s'han inclòs a la categoria Desert-Bomber de l'Iron Road Prologs ("Pròleg de la Ruta del Ferro") que es disputa l'endemà.
- Divendres i dissabte: Iron Road Prologs, prova pròleg classificatòria per al diumenge. Consisteix en una cursa per un camí de grava d'uns 13 quilòmetres de llarg prop del cim de la muntanya. La prova es limita a 1.500 participants, els quals van prenent la sortida en intervals de 20 a 40 segons entre les 9:00 i les 17:00h, agrupats en alguna d'aquestes categories: 
  - Desert-Bomber (Motos d'enduro pluricilíndriques)
  - Motos de carrer
  - Escúters i ciclomotors
  - Dones
  - Standard-Singles (Motos d'enduro monocilíndriques de sèrie), d'ençà del 2004
  - Quads, d'ençà del 2004
- Diumenge de 12:00 a 16:00h: Red Bull Hare Scramble, la prova clau de l'esdeveniment, en què hi participen els 500 millors classificats als pròlegs de divendres i dissabte.
El recorregut canvia cada any i és extremadament dur: el guanyador acostuma a trigar dues hores i mitja per a recórrer els 35 quilòmetres habituals, i dels 500 participants rarament n'arriben al final més d'una trentena després de quatre hores de cursa.

## Llista de guanyadors del Hare Scramble

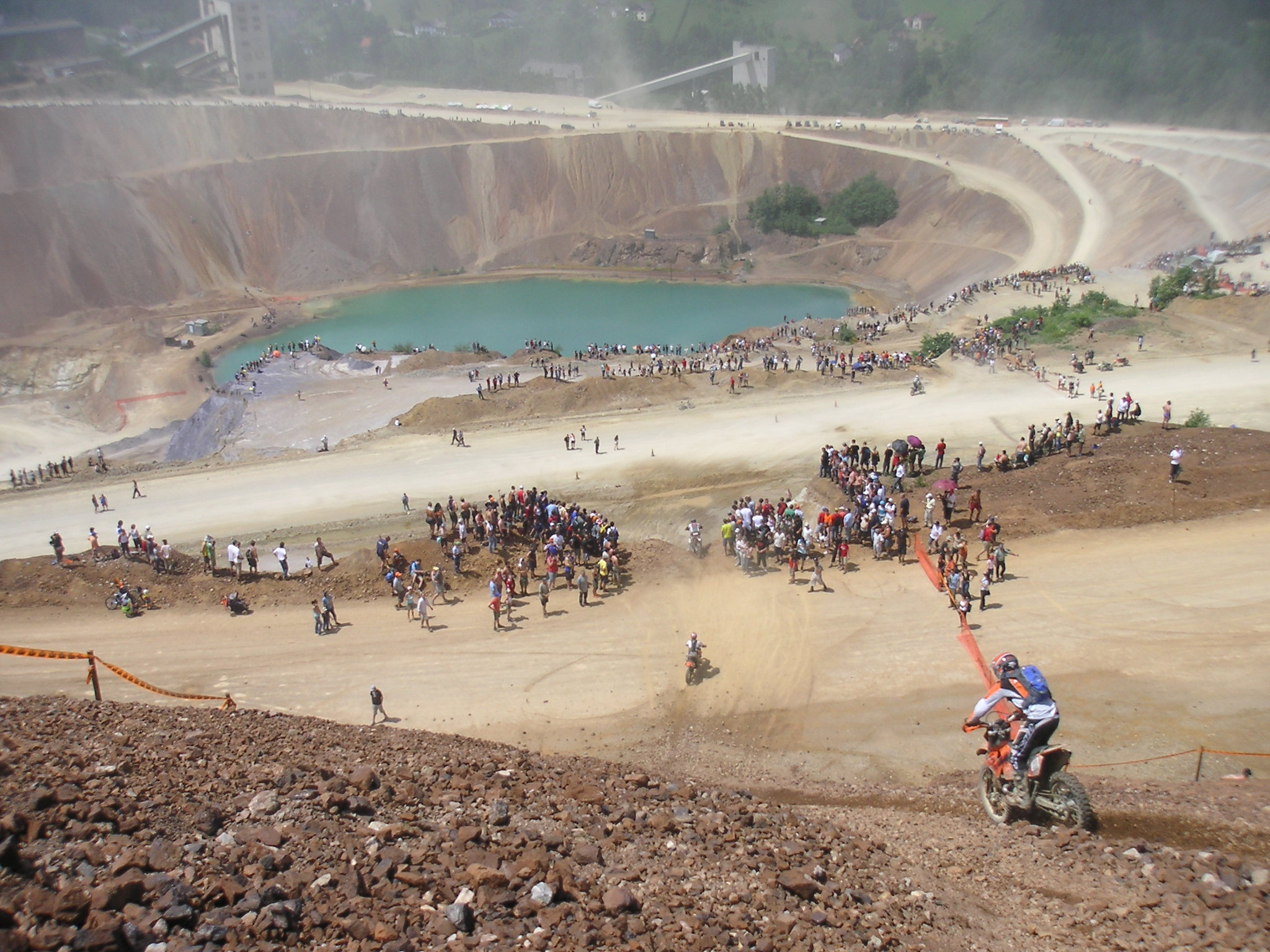
Vista del Hare Scramble de diumenge a l'edició del 2007

A 19 de desembre de 2024
| Edició | Any  | Guanyador                                                            | Motocicleta            |
| ------ | ---- | -------------------------------------------------------------------- | ---------------------- |
| I      | 1995 | Alfie Cox                                                            | KTM                    |
| II     | 1996 | Christian Pfeiffer                                                   | Gas Gas                |
| III    | 1997 | Christian Pfeiffer                                                   | Gas Gas                |
| IV     | 1998 | Giovanni Sala                                                        | KTM                    |
| V      | 1999 | Stefano Passeri                                                      | KTM                    |
| VI     | 2000 | Christian Pfeiffer                                                   | Gas Gas                |
| VII    | 2001 | Juha Salminen                                                        | KTM                    |
| VIII   | 2002 | Cyril Despres                                                        | KTM                    |
| IX     | 2003 | Cyril Despres                                                        | KTM                    |
| X      | 2004 | Christian Pfeiffer                                                   | Gas Gas                |
| XI     | 2005 | David Knight                                                         | KTM                    |
| XII    | 2006 | David Knight                                                         | KTM                    |
| XIII   | 2007 | Tadeusz Blazusiak                                                    | KTM                    |
| XIV    | 2008 | Tadeusz Blazusiak                                                    | KTM                    |
| XV     | 2009 | Tadeusz Blazusiak                                                    | KTM                    |
| XVI    | 2010 | Tadeusz Blazusiak                                                    | KTM                    |
| XVII   | 2011 | Tadeusz Blazusiak                                                    | KTM                    |
| XVIII  | 2012 | Jonny Walker                                                         | KTM                    |
| XIX    | 2013 | Graham Jarvis                                                        | Husaberg               |
| XX     | 2014 | Jonny Walker                                                         | KTM                    |
| XXI    | 2015 | Jonny Walker · Graham Jarvis · Alfredo Gómez · Andreas Lettenbichler | KTM Husqvarna KTM      |
| XXII   | 2016 | Graham Jarvis                                                        | Husqvarna              |
| XXIII  | 2017 | Alfredo Gómez                                                        | KTM                    |
| XXIV   | 2018 | Graham Jarvis                                                        | Husqvarna              |
| XXV    | 2019 | Graham Jarvis                                                        | Husqvarna              |
|        | 2020 | No disputat (COVID-19)                                               | No disputat (COVID-19) |
| 2021   |      | No disputat (COVID-19)                                               | No disputat (COVID-19) |
| XXVI   | 2022 | Manuel Lettenbichler                                                 | KTM                    |
| XXVII  | 2023 | Manuel Lettenbichler                                                 | KTM                    |
| XXVIII | 2024 | Manuel Lettenbichler                                                 | KTM                    |